# 松本義久
松本 義久（まつもと よしひさ、1970年7月-）は日本の放射線生物学者。
東日本大震災に関する福島第一原発事故に関してメディアに出演し一般視聴者に分かりやすい解説を行い注目を受ける。東京工業大学教授。
2016年公開の「シン・ゴジラ」の制作に取材協力者として携わる。

## 専門分野
放射線・化学物質影響科学 放射線科学 分子生物学  

## 学歴
- 東京大学理学系研究科生物化学専攻修士課程修了(1995)
- 東京大学理学系研究科生物化学専攻博士課程修了(1998)
- 東京大学理学部生物化学科(1993)

## 職歴
- 2021.04-　現在に至る。
- 2006-2021 東京工業大学原子炉工学研究所助教授
- 2003-2006 東京大学大学院医学系研究科　附属疾患生命工学センター　放射線研究領域助手
- 1998-2003 東京大学大学院医学系研究科　基礎放射線医学教室助手

## 研究テーマ
- DNA二重鎖切断の認識●修復の分子機構のがん治療への応用　I. DNA二重鎖切断修復酵素の発現、機能、活性状態を指標とした放射線反応予測
- がん治療における温熱と放射線の併用効果の分子メカニズム
- DNA二重鎖切断修復の分子機構(特に脊椎動物細胞) I. DNA-PKの真の基質とリン酸化の意義
- DNA二重鎖切断修復酵素群と癌罹患性
- DNA二重鎖切断の認識●修復の分子機構のがん治療への応用　II.新しい放射線感受性制御法の開発
- DNA二重鎖切断修復の分子機構(特に脊椎動物細胞) II. DNA二重鎖切断結合反応装置の構成要素と形成過

## 研究業績
- 共同研究 DNA依存性プロテインキナーゼの性質と放射線応答における役割（文部科学省科学研究費補助金　特別研究員奨励費） : 出資金による受託研究 (1996-1997)
- DNA依存性プロテインキナーゼからのアプローチによるがん温熱療法の基礎研究（文部科学省科学研究費補助金　奨励研究(A)） : 出資金による受託研究 (1999-2000)
- DNA依存性プロテインキナーゼの放射線応答における役割（文部科学省科学研究費補助金　特定領域研究(C)[公募]） : 出資金による受託研究 (2001-2001)
- DNA-PKを介した放射線損傷シグナル伝達機構の解析と癌放射線治療への応用の試み（文部科学省科学研究費補助金　特定領域研究[公募]） : 出資金による受託研究 (2002-2002)
- DNA-PKを介した放射線損傷シグナル伝達機構の解析と癌放射線治療への応用の試み（文部科学省科学研究費補助金　特定領域研究[公募]） : 出資金による受託研究 (2003-2003)
- DNA-PKを介した放射線損傷シグナル伝達機構の解析と癌放射線治療への応用の試み（文部科学省科学研究費補助金　特定領域研究[公募]） : 出資金による受託研究 (2004-2004)
- DNA二重鎖切断の認識・修復の分子機構に基づく放射線感受性予測・制御の新戦略体系（文部科学省科学研究費補助金　若手研究(A)） : 出資金による受託研究 (2005-2007)
- Joinasome:DNA二重鎖切断修復に関わる超高次複合体の解明（日本学術振興会科学研究費補助金　萌芽研究） : 出資金による受託研究 (2005-2005)
- 長期的視点に立ったアジア地域の放射線科学研究基盤強化のための若手研究者の連携（日本学術振興会科学研究費補助金　基盤研究(C)） : 出資金による受託研究 (2005-2005)
- WRN/DNA-PK間相互作用のDNA修復とゲノム安定性維持における意義（がんに関わる特定領域研究(C)若手支援委員会共同研究支援） : 国内共同研究 (2001-2001)
- DNA-PKとRB1CC1の協調によるDNA損傷時の細胞生存とがん化抑制機構の解明（がんに関わる特定領域研究　若手支援委員会共同研究支援） : 国内共同研究 (2004-2004)
- DNA依存性プロテインキナーゼの放射線応答における役割についての研究（財団法人放射線影響協会研究奨励助成） : 出資金による受託研究 (2001-2001)
- DNA二重鎖切断修復酵素を指標とした放射線感受性予測システムの可能性（がん研究振興財団研究奨励助成） : 出資金による受託研究 (2004-2004)
- DNA二重鎖切断修復酵素を指標とした放射線感受性予測システムの構築（佐藤記念癌研究助成基金） : 出資金による受託研究 (2004-2004)
- DNA二重鎖切断修復の分子機構に基づく新しい抗癌剤・放射線増感剤の開発（原口記念癌研究助成基金） : 出資金による受託研究 (2004-2004)
- DNA二重鎖切断センサーDNA-PKを指標とした新しい放射線感受性・癌罹患性予測法の開発 : 出資金による受託研究 (2004-2004) [2]

## 出演
- 2011年3月23日：そうだったのか！池上彰の学べるニュース